# Široké Pole
Široké Pole je osada, část obce Nový Jimramov v okrese Žďár nad Sázavou. Osada dostala svůj název podle doslovného překladu německého názvu Breitfeld.
V první polovině 18. století nechala vrchnost jižní svah nad Hutí rozparcelovat na 8 dílů a postavit zde 8 domků. V současnosti zde trvale nežije žádný obyvatel, osada slouží trvale jako rekreační oblast. Osada je dostupná po polní cestě z Nového Jimramova (v zimě obtížně).